# Alfonso Paso
Alfonso Paso Gil (geboren am 12. September 1926 in Madrid; gestorben am 10. Juli 1978) war ein spanischer Dramatiker, der zunächst besonders durch seine dramatischen Sainetes (schwankhaft-heitere, kurze Einakter mit von Instrumenten begleitetem Gesang und Tanz in der spanischen Tradition), dann aber vor allem über seine 190 Komödien, Tragödien und Werke des von ihm so genannten „Sozialen Theaters“ in der ganzen Welt bekannt wurde. Seine Stücke zeichneten sich vor allem durch den Humor, der die Wirklichkeit in allen Dialogen widerspiegelt, und die besondere Originalität der Situationen und Figuren, wie der Handlungsführung, aus.

## Leben
Alfonso Paso Gil wurde in Madrid in einer Familie von Theaterautoren, anderen Künstlern und vor allem Musikern geboren. Er war der Sohn von Antonio Paso y Cano, der als Dramatiker und Librettist von Zarzuelas bekannt wurde, und zur  Generación de 98 gerechnet wird, und der Schauspielerin Juana Gil. Sein Onkel war der Dichter und Journalist Manuel Paso. Ein Cousin ist Antonio Paso Díaz, der Vater von Encarna Paso.
Nachdem er seine Karriere als Luftfahrtingenieur aufgegeben hatte, studierte er Philosophie und Literatur, die Geschichte Amerikas und Archäologie und erhielt 1952 am Ende seiner Karriere den begehrten Premio Extraordinario. Er studierte auch Medizin und schloss 1974 noch ein weiteres Studium in Journalismus ab. Er heiratete Evangelina Jardiel (die Tochter von Enrique Jardiel Poncela), und sie wurden die Eltern der Schauspielerinnen Paloma Paso Jardiel und Rocío Paso Jardiel (der Mutter von Darío Paso).
1968 standen sieben der Stücke Alfonso Pasos in sieben Theatern in Madrid gleichzeitig auf dem Programm und wurden am Nachmittag und am Abend für mehrere Monate gespielt, bis allen Theatern per Gesetz das „No hay localidades“ auferlegt wurde. Dieser kommerzielle Erfolg wurde auch dadurch unterstützt, dass einige seiner Werke auch für das Kino übertragen und als Film produziert wurden.
Er überarbeitete als Schauspieler seine eigenen Stücke immer wieder und bereiste die Welt, um sie zu präsentieren.
Seine erste Komödie Un tic-tac de reloj wurde 1946 geschrieben und bestand aus einem einzigen Akt. Zu Beginn seiner Karriere versuchte er eine theatralische Erneuerung mit Werken wie Prozess gegen einen Schurken und Die Armen, entsprach dann aber mehr dem Geschmack der Mittelschicht der 1950er und 1960er Jahre und schrieb ein Theater, das man als ein Theater der Weltflucht bezeichnen könnte und das mehr der Unterhaltung gewidmet war. Sein Erfolg war enorm und er wurde zum produktivsten Dramatiker der Nachkriegszeit.
Er starb 1978 im Alter von 51 Jahren in Madrid an Leberkrebs. Auch viele Jahre nach seinem Tod finden seine Werke nach wie vor großes Interesse und werden unter anderem in Ländern wie Deutschland, der Türkei, Tschechien, Ungarn und Mexiko gut angenommen und viel gespielt.
1979 wurde das Lustspiel "Lasst uns lügen" – das eine deutsche Übersetzung von einer die vielen Komödien von Alfonso Paso ist –  im TV-Theater am ORF-Zentrum erfolgreich zur Aufführung gebracht.
Seine Werke wurden in mehr als 24 Sprachen übersetzt, darunter Italienisch, Französisch, Englisch, Deutsch, Portugiesisch und sogar Arabisch. Er war der erste spanische Autor, der zu Lebzeiten eines seiner Stücke, die Komödie El canto de la cigarra am Broadway in New York zu Uraufführung bringen konnte.
Der spanische Theaterregisseur und Schauspieler José Vilar, der ein großer Bewunderer von Paso war, machte viele seiner Stücke von Mitte der 70er bis Anfang der 80er Jahre im peruanischen und chilenischen Fernsehen berühmt.
| Personendaten    | Personendaten                          |
| ---------------- | -------------------------------------- |
| NAME             | Paso, Alfonso                          |
| ALTERNATIVNAMEN  | Paso Gil, Alfonso (vollständiger Name) |
| KURZBESCHREIBUNG | spanischer Dramatiker                  |
| GEBURTSDATUM     | 12. September 1926                     |
| GEBURTSORT       | Madrid                                 |
| STERBEDATUM      | 10. Juli 1978                          |